# Marionnettes humaines
Marionnettes humaines (titre original : The puppet masters) est un roman de Robert A. Heinlein publié aux États-Unis en 1951 et en France en 1954. Il est également connu sous le titre Les Maîtres du monde.

## Résumé
L'année 2007, une soucoupe volante a atterri dans l'État de l'Iowa et des milliers de petites créatures extraterrestres en sont sorties pour infecter tous les humains du voisinage. Nichées contre la nuque de ceux qu'elles parasitent, elles en assurent désormais le contrôle. Les hommes ainsi contaminés ne sont plus que des marionnettes et l'Humanité devra lutter contre eux et leurs maîtres afin de faire obstacle à cette invasion.

## Adaptations
- L'histoire fut adaptée une première fois au cinéma sans l'autorisation de l'auteur par Bruno VeSota, sous le titre The Brain Eaters (1958). Heinlein intenta une action en justice contre la production qui fut dès lors contrainte de procéder à un nouveau montage du film en supprimant les passages incriminés.
- Le roman fut officiellement adapté par Stuart Orme en 1994 sous le titre : Les Maîtres du monde.
- Dans la série Babylon 5, le peuple des Drakh est capable de parasiter tout être vivant en lui apposant sur le cou un organisme qui permet de contrôler son système nerveux.
- Dans la série de romans pour adolescents Animorphs, les Yirks, une race extraterrestre, prennent le contrôle des humains en rentrant dans leur cerveau.

## Publications en France
Le roman Marionnettes humaines de Robert A. Heinlein, traduit par Alain Glatigny, a connu quatre éditions :
- 1954, Collection Le Rayon fantastique, Éditions Gallimard.
- 1979, Collection Présence du futur no 158/159, Éditions Denoël, 318 pages.
- 2005, Collection Folio SF no 223, Éditions Gallimard, 370 pages, Illustration Alain Brion.
- 2011, Collection Folio SF no 394, Éditions Gallimard, 370 pages, Traduction révisée par Pierre-Paul Durastanti.